# Svetlana Chernígovskaya
Svetlana Chernígovskaya (en ruso: Светлана Черниговская; Volzhski, 14 de abril de 1994) es una deportista rusa que compite en piragüismo en la modalidad de aguas tranquilas.
Ganó dos medallas en el Campeonato Mundial de Piragüismo, en los años 2021 y 2024, y dos medallas de bronce en el Campeonato Europeo de Piragüismo, en los años 2015 y 2018.

## Palmarés internacional
| Campeonato Mundial | Campeonato Mundial       | Campeonato Mundial | Campeonato Mundial |
| Año                | Lugar                    | Medalla            | Competición        |
| ------------------ | ------------------------ | ------------------ | ------------------ |
| 2021               | Copenhague (Dinamarca)   | Medalla de bronce  | K4 500 m           |
| 2024               | Samarcanda (Uzbekistán)  | Medalla de oro     | K2 200 m           |
| Campeonato Europeo |                          |                    |                    |
| Año                | Lugar                    | Medalla            | Competición        |
| 2015               | Račice (República Checa) | Medalla de bronce  | K4 500 m           |
| 2018               | Belgrado (Serbia)        | Medalla de bronce  | K4 500 m           |